# Peter Delfyett
Peter J. Delfyett Jr. (* 8. März 1959 in Queens) ist ein US-amerikanischer Physiker (Laser).
Peter Delfyett studierte Elektrotechnik am City College of New York mit dem Bachelor-Abschluss 1981 und an der University of Rochester mit dem Master-Abschluss 1983. Er wurde 1988 am City College of New York bei Robert Alfano promoviert mit einer Dissertation über ultraschnelle Spektroskopie mit optischer Phasenkonjugation. Danach war er bei Bellcore (Bell Communication Research), wo er sich mit Halbleiterlasern befasste (er erhielt dafür den Bellcore Synergy Award und den Bellcore Award of Appreciation). Ab 1993 war er Professor an der University of Central Florida (College of Optics and Photonics, CREOL), wo er Pegasus Professor und Trustee Chair Professor wurde. Er ist dort Direktor des Charles Townes Laser Institute.
In seiner Zeit bei Bellcore entwickelte er modengekoppelte Diodenlaser mit der damals höchsten Leistung. An der University of Central Florida entwickelte er Diodenlaser mit den damals kürzesten und intensivsten Laserpulsen. Er kommerzialisierte diese Entwicklungen auch in seiner 2003 gegründeten Firma Raydiance.
1996 erhielt er einen Presidential Early Career Award und 2011 den Edward A. Bouchet Award der APS. 2014 erhielt er die Medaille der Florida Academy of Sciences. 2018 erhielt er den Townsend Harris Award der City University of New York und 2020 den William Streifer Scientific Achievement Award der IEEE Photonics Society. 2021 erhielt er den Arthur-L.-Schawlow-Preis für Laserphysik für Pionierbeiträge zur Entwicklung ultraschneller modengekoppelter Halbleiterdiodenlaser, einschließlich des wissenschaftlichen Verständnisses der zugrundeliegenden physikalischen Prozesse und ihre Anwendung auf optische Kommunikation und Signalverarbeitung mit sehr großer Bandbreite (Laudatio). Er ist Fellow der American Physical Society, der National Academy of Inventors, des IEEE, von SPIE und der Optical Society of America und Mitglied der National Academy of Engineering (2021). 2024 wurde er in Florida Inventors Hall of Fame aufgenommen.
Von ihm stammen über 800 Veröffentlichungen und 43 Patente (Stand 2021). Er war Herausgeber des  IEEE Journal of Selected Topics in Quantum Electronics und der IEEE Photonics Technology Letters. Als Afroamerikaner war er 2013 Präsident der National Society of Black Physicists.

## Schriften (Auswahl)
- mit Gerard Alphonse u. a.: High-power ultrafast laser diodes, IEEE Journal of Quantum Electronics, Band 28, 1992, S. 2203–2219
- mit H. Shi, J. Finlay, G. A. Alphonse, J. C. Connolly: Multiwavelength 10-GHz picosecond pulse generation from a single-stripe semiconductor diode laser, IEEE Photonics Technology Letters, Band 9, 1997, S. 1439–1441
- mit Tolga Yilmaz u. a.: Optical frequency combs from semiconductor lasers and applications in ultrawideband signal processing and communications, Journal of Lightwave Technology, Band 24, 2006, S. 2701